# Mordellistena yumae
Mordellistena yumae es una especie de coleóptero de la familia Mordellidae.

## Distribución geográfica
Habita en Estados Unidos.